# .google
.google (بخوانید دات گوگل) یک دامنه تجاری سطح بالا است که در سیستم نام دامنه اینترنت استفاده می‌شود. این دامنه در سال ۲۰۱۴ ایجاد شد و توسط آلفابت، شرکت مادر گوگل اداره می‌شود. برجستگی این دامنه به دلیل آن است که یکی از اولین دامنه‌های سطح‌بالای عمومی است که مرتبط با یک مارک خاص است. برنامه‌هایی برای انتقال سایر محصولات و دامنه‌های الفابت به .google وجود دارد.
علاوه بر این، گوگل دامنه .goog را نیز در اختیار دارد (برای سایتهایی مانند https://partneradvantage.goog و https://pki.goog) و .gle (برای لینک‌های کوتاه شده مانند goo.gle)

## وب‌سایت‌ها با دامنهٔ .google
فهرستی از وب سایت‌هایی است که توسط گوگل تحت این دامنه اداره می‌شوند:
- https://about.google ، سایتی که محصولات گوگل و اطلاعات شرکت را به نمایش می‌گذارد
- https://ai.google ، سایتی دربارهٔ هوش مصنوعی گوگل[ب]
- https://blog.google ، یک وبلاگ خبری از گوگل
- https://businessmessages.google ، سایتی دربارهٔ ویژگی پیام‌های تجاری در جستجوی گوگل و گوگل مپس
- https://chromeenterprise.google ، سایتی دربارهٔ گوگل کروم انترپرایز
- https://com.google بایگانی‌شده  در ۱ آوریل ۲۰۱۵ توسط Wayback Machine، وب سایت پیشین شوخی آوریل ۲۰۱۵، نسخه آینه‌ای از صفحه اصلی گوگل. در حال حاضر، این وب سایت خراب است
- https://covid19.google ، که به صفحه وب اطلاعات و بینش گوگل در کووید ۱۹ هدایت می‌شود
- https://crisisresponse.google ، سایتی دربارهٔ پاسخ بحران گوگل
- https://design.google ، سایتی که اطلاعات و اخبار مربوط به گوگل دیزاین[پ] را ارائه می‌دهد
- https://diversity.google ، سایتی دربارهٔ روش گوگل برای تنوع و فراگیری
- https://dns.google ، سایتی که امکان دسترسی به سامانه نام دامنه گوگل را فراهم می‌کند
- https://domains.google ، سایتی دربارهٔ دامنه‌های گوگل[۵][۶]
- https://en Environment.google، که به پایداری گوگل هدایت می‌شود
- https://families.google ، سایتی دربارهٔ ابزارهای گوگل برای خانواده‌ها
- https://gradient.google ، که به وب سایت گرادینت ونچرز[ت] گوگل هدایت می‌شود
- https://grow.google ، سایتی در مورد کمپین رشد با گوگل[ث] با ابزارهایی از گوگل برای رشد مشاغل کوچک و راه اندازی
- https://health.google ، سایتی دربارهٔ گوگل سلامت[ج]
- https://hey.google ، که به وب سایت دستیار گوگل هدایت می‌شود
- https://io.google ، که به صفحه اصلی گوگل آی/او هدایت می‌شود
- https://lens.google ، سایتی دربارهٔ گوگل لنز
- https://nextbillionusers.google/ ، سایتی در مورد ابتکار بعدی میلیارد کاربر گوگل برای ساخت محصولات برای اولین بار کاربران اینترنت
- https://nic.google ، که به رجیستری گوگل[چ] هدایت می‌شود
- https://okay.google که به وب سایت دستیار گوگل هدایت می‌شود
- https://opensource.google ، سایتی دربارهٔ پروژه‌های منبع باز گوگل
- https://protectingchildren.google ، سایتی در مورد چگونگی مبارزه گوگل با سو استفاده جنسی از کودکان به صورت آنلاین
- https://pixel.google ، که به وب سایت گوگل پیکسل برای کسب و کار[ح] هدایت می‌شود[۷]
- https://pride.google ، سایتی که باعث افزایش آگاهی در مورد [[رژه دگرباشان جنسی|رژه‌های پرا، وب سایت پیشین شوخی آوریل ۲۰۱۵، نسخه آینه‌ای از صفحه اصلی گوگل. در حال حاضر، این وب سایت خراب است
- https://covid19.google ، که به صفحه وب اطلاعات و بینش گوگل در کووید ۱۹ هدایت می‌شود
- https://crisisresponse.google ، سایتی دربارهٔ پاسخ بحران گوگل
- https://design.google ، سایتی که اطلاعات و اخبار مربوط به گوگل دیزاین[خ] را ارائه می‌دهد
- https://diversity.google ، سایتی دربارهٔ روش گوگل برای تنوع و فراگیری
- https://dns.google ، سایتی که امکان دسترسی به سامانه نام دامنه گوگل را فراهم می‌کند
- https://domains.google ، سایتی دربارهٔ دامنه‌های گوگل[۵][۶]
- https://en Environment.google، که به پایداری گوگل هدایت می‌شود
- https://families.google ، سایتی دربارهٔ ابزارهای گوگل برای خانواده‌ها
- https://gradient.google ، که به وب سایت گرادینت ونچرز[د] گوگل هدایت می‌شود
- https://grow.google ، سایتی در مورد کمپین رشد با گوگل[ذ] با ابزارهایی از گوگل برای رشد مشاغل کوچک و راه اندازی
- https://health.google ، سایتی دربارهٔ گوگل سلامت[ر]
- https://hey.google ، که به وب سایت دستیار گوگل هدایت می‌شود
- https://io.google ، که به صفحه اصلی گوگل آی/او هدایت می‌شود
- https://lens.google ، سایتی دربارهٔ گوگل لنز
- https://nextbillionusers.google/ ، سایتی در مورد ابتکار بعدی میلیارد کاربر گوگل برای ساخت محصولات برای اولین بار کاربران اینترنت
- https://nic.google ، که به رجیستری گوگل[ز] هدایت می‌شود
- https://okay.google که به وب سایت دستیار گوگل هدایت می‌شود
- https://opensource.google ، سایتی دربارهٔ پروژه‌های منبع باز گوگل
- https://protectingchildren.google ، سایتی در مورد چگونگی مبارزه گوگل با سو استفاده جنسی از کودکان به صورت آنلاین
- https://pixel.google ، که به وب سایت گوگل پیکسل برای کسب و کار[ژ] هدایت می‌شود[۷]
- https://pride.google ، سایتی که باعث افزایش آگاهی در مورد [[رژه دگرباشان جنسی|رژه‌های پرا، وب سایت پیشین شوخی آوریل ۲۰۱۵، نسخه آینه‌ای از صفحه اصلی گوگل. در حال حاضر، این وب سایت خراب است
- https://covid19.google ، که به صفحه وب اطلاعات و بینش گوگل در کووید ۱۹ هدایت می‌شود
- https://crisisresponse.google ، سایتی دربارهٔ پاسخ بحران گوگل
- https://design.google ، سایتی که اطلاعات و اخبار مربوط به گوگل دیزاین[س] را ارائه می‌دهد
- https://diversity.google ، سایتی دربارهٔ روش گوگل برای تنوع و فراگیری
- https://dns.google ، سایتی که امکان دسترسی به سامانه نام دامنه گوگل را فراهم می‌کند
- https://domains.google ، سایتی دربارهٔ دامنه‌های گوگل[۵][۶]
- https://en Environment.google، که به پایداری گوگل هدایت می‌شود
- https://families.google ، سایتی دربارهٔ ابزارهای گوگل برای خانواده‌ها
- https://gradient.google ، که به وب سایت گرادینت ونچرز[ش] گوگل هدایت می‌شود
- https://grow.google ، سایتی در مورد کمپین رشد با گوگل[ص] با ابزارهایی از گوگل برای رشد مشاغل کوچک و راه اندازی
- https://health.google ، سایتی دربارهٔ گوگل سلامت[ض]
- https://hey.google ، که به وب سایت دستیار گوگل هدایت می‌شود
- https://io.google ، که به صفحه اصلی گوگل آی/او هدایت می‌شود
- https://lens.google ، سایتی دربارهٔ گوگل لنز
- https://nextbillionusers.google/ ، سایتی در مورد ابتکار بعدی میلیارد کاربر گوگل برای ساخت محصولات برای اولین بار کاربران اینترنت
- https://nic.google ، که به رجیستری گوگل[ط] هدایت می‌شود
- https://okay.google که به وب سایت دستیار گوگل هدایت می‌شود
- https://opensource.google ، سایتی دربارهٔ پروژه‌های منبع باز گوگل
- https://protectingchildren.google ، سایتی در مورد چگونگی مبارزه گوگل با سو استفاده جنسی از کودکان به صورت آنلاین
- https://pixel.google ، که به وب سایت گوگل پیکسل برای کسب و کار[ظ] هدایت می‌شود[۷]
- https://pride.google ، سایتی که باعث افزایش آگاهی در مورد [[رژه دگرباشان جنسی|رژه‌های پرا، وب سایت پیشین شوخی آوریل ۲۰۱۵، نسخه آینه‌ای از صفحه اصلی گوگل. در حال حاضر، این وب سایت خراب است
- https://covid19.google ، که به صفحه وب اطلاعات و بینش گوگل در کووید ۱۹ هدایت می‌شود
- https://crisisresponse.google ، سایتی دربارهٔ پاسخ بحران گوگل
- https://design.google ، سایتی که اطلاعات و اخبار مربوط به گوگل دیزاین[ع] را ارائه می‌دهد
- https://diversity.google ، سایتی دربارهٔ روش گوگل برای تنوع و فراگیری
- https://dns.google ، سایتی که امکان دسترسی به سامانه نام دامنه گوگل را فراهم می‌کند
- https://domains.google ، سایتی دربارهٔ دامنه‌های گوگل[۵][۶]
- https://en Environment.google، که به پایداری گوگل هدایت می‌شود
- https://families.google ، سایتی دربارهٔ ابزارهای گوگل برای خانواده‌ها
- https://gradient.google ، که به وب سایت گرادینت ونچرز[غ] گوگل هدایت می‌شود
- https://grow.google ، سایتی در مورد کمپین رشد با گوگل[ف] با ابزارهایی از گوگل برای رشد مشاغل کوچک و راه اندازی
- https://health.google ، سایتی دربارهٔ گوگل سلامت[ق]
- https://hey.google ، که به وب سایت دستیار گوگل هدایت می‌شود
- https://io.google ، که به صفحه اصلی گوگل آی/او هدایت می‌شود
- https://lens.google ، سایتی دربارهٔ گوگل لنز
- https://nextbillionusers.google/ ، سایتی در مورد ابتکار بعدی میلیارد کاربر گوگل برای ساخت محصولات برای اولین بار کاربران اینترنت
- https://nic.google ، که به رجیستری گوگل[ک] هدایت می‌شود
- https://okay.google که به وب سایت دستیار گوگل هدایت می‌شود
- https://opensource.google ، سایتی دربارهٔ پروژه‌های منبع باز گوگل
- https://protectingchildren.google ، سایتی در مورد چگونگی مبارزه گوگل با سو استفاده جنسی از کودکان به صورت آنلاین
- https://pixel.google ، که به وب سایت گوگل پیکسل برای کسب و کار[گ] هدایت می‌شود[۷]
- https://pride.google ، سایتی که باعث افزایش آگاهی در مورد [[رژه دگرباشان جنسی|رژه‌های پرا، وب سایت پیشین شوخی آوریل ۲۰۱۵، نسخه آینه‌ای از صفحه اصلی گوگل. در حال حاضر، این وب سایت خراب است
- https://covid19.google ، که به صفحه وب اطلاعات و بینش گوگل در کووید ۱۹ هدایت می‌شود
- https://crisisresponse.google ، سایتی دربارهٔ پاسخ بحران گوگل
- https://design.google ، سایتی که اطلاعات و اخبار مربوط به گوگل دیزاین[ل] را ارائه می‌دهد
- https://diversity.google ، سایتی دربارهٔ روش گوگل برای تنوع و فراگیری
- https://dns.google ، سایتی که امکان دسترسی به سامانه نام دامنه گوگل را فراهم می‌کند
- https://domains.google ، سایتی دربارهٔ دامنه‌های گوگل[۵][۶]
- https://en Environment.google، که به پایداری گوگل هدایت می‌شود
- https://families.google ، سایتی دربارهٔ ابزارهای گوگل برای خانواده‌ها
- https://gradient.google ، که به وب سایت گرادینت ونچرز[م] گوگل هدایت می‌شود
- https://grow.google ، سایتی در مورد کمپین رشد با گوگل[ن] با ابزارهایی از گوگل برای رشد مشاغل کوچک و راه اندازی
- https://health.google ، سایتی دربارهٔ گوگل سلامت[و]
- https://hey.google ، که به وب سایت دستیار گوگل هدایت می‌شود
- https://io.google ، که به صفحه اصلی گوگل آی/او هدایت می‌شود
- https://lens.google ، سایتی دربارهٔ گوگل لنز
- https://nextbillionusers.google/ ، سایتی در مورد ابتکار بعدی میلیارد کاربر گوگل برای ساخت محصولات برای اولین بار کاربران اینترنت
- https://nic.google ، که به رجیستری گوگل[ه] هدایت می‌شود
- https://okay.google که به وب سایت دستیار گوگل هدایت می‌شود
- https://opensource.google ، سایتی دربارهٔ پروژه‌های منبع باز گوگل
- https://protectingchildren.google ، سایتی در مورد چگونگی مبارزه گوگل با سو استفاده جنسی از کودکان به صورت آنلاین
- https://pixel.google ، که به وب سایت گوگل پیکسل برای کسب و کار[ی] هدایت می‌شود[۷]
- https://pride.google ، سایتی که باعث افزایش آگاهی در مورد [[رژه دگرباشان جنسی|رژه‌های پرا، وب سایت پیشین شوخی آوریل ۲۰۱۵، نسخه آینه‌ای از صفحه اصلی گوگل. در حال حاضر، این وب سایت خراب است
- https://covid19.google ، که به صفحه وب اطلاعات و بینش گوگل در کووید ۱۹ هدایت می‌شود
- https://crisisresponse.google ، سایتی دربارهٔ پاسخ بحران گوگل
- https://design.google ، سایتی که اطلاعات و اخبار مربوط به گوگل دیزاین[اا] را ارائه می‌دهد
- https://diversity.google ، سایتی دربارهٔ روش گوگل برای تنوع و فراگیری
- https://dns.google ، سایتی که امکان دسترسی به سامانه نام دامنه گوگل را فراهم می‌کند
- https://domains.google ، سایتی دربارهٔ دامنه‌های گوگل[۵][۶]
- https://en Environment.google، که به پایداری گوگل هدایت می‌شود
- https://families.google ، سایتی دربارهٔ ابزارهای گوگل برای خانواده‌ها
- https://gradient.google ، که به وب سایت گرادینت ونچرز[اب] گوگل هدایت می‌شود
- https://grow.google ، سایتی در مورد کمپین رشد با گوگل[اپ] با ابزارهایی از گوگل برای رشد مشاغل کوچک و راه اندازی
- https://health.google ، سایتی دربارهٔ گوگل سلامت[ات]
- https://hey.google ، که به وب سایت دستیار گوگل هدایت می‌شود
- https://io.google ، که به صفحه اصلی گوگل آی/او هدایت می‌شود
- https://lens.google ، سایتی دربارهٔ گوگل لنز
- https://nextbillionusers.google/ ، سایتی در مورد ابتکار بعدی میلیارد کاربر گوگل برای ساخت محصولات برای اولین بار کاربران اینترنت
- https://nic.google ، که به رجیستری گوگل[اث] هدایت می‌شود
- https://okay.google که به وب سایت دستیار گوگل هدایت می‌شود
- https://opensource.google ، سایتی دربارهٔ پروژه‌های منبع باز گوگل
- https://protectingchildren.google ، سایتی در مورد چگونگی مبارزه گوگل با سو استفاده جنسی از کودکان به صورت آنلاین
- https://pixel.google ، که به وب سایت گوگل پیکسل برای کسب و کار[اج] هدایت می‌شود[۷]
- https://pride.google ، سایتی که باعث افزایش آگاهی در مورد [[رژه دگرباشان جنسی|رژه‌های پرا، وب سایت پیشین شوخی آوریل ۲۰۱۵، نسخه آینه‌ای از صفحه اصلی گوگل. در حال حاضر، این وب سایت خراب است
- https://covid19.google ، که به صفحه وب اطلاعات و بینش گوگل در کووید ۱۹ هدایت می‌شود
- https://crisisresponse.google ، سایتی دربارهٔ پاسخ بحران گوگل
- https://design.google ، سایتی که اطلاعات و اخبار مربوط به گوگل دیزاین[اچ] را ارائه می‌دهد
- https://diversity.google ، سایتی دربارهٔ روش گوگل برای تنوع و فراگیری
- https://dns.google ، سایتی که امکان دسترسی به سامانه نام دامنه گوگل را فراهم می‌کند
- https://domains.google ، سایتی دربارهٔ دامنه‌های گوگل[۵][۶]
- https://en Environment.google، که به پایداری گوگل هدایت می‌شود
- https://families.google ، سایتی دربارهٔ ابزارهای گوگل برای خانواده‌ها
- https://gradient.google ، که به وب سایت گرادینت ونچرز[اح] گوگل هدایت می‌شود
- https://grow.google ، سایتی در مورد کمپین رشد با گوگل[اخ] با ابزارهایی از گوگل برای رشد مشاغل کوچک و راه اندازی
- https://health.google ، سایتی دربارهٔ گوگل سلامت[اد]
- https://hey.google ، که به وب سایت دستیار گوگل هدایت می‌شود
- https://io.google ، که به صفحه اصلی گوگل آی/او هدایت می‌شود
- https://lens.google ، سایتی دربارهٔ گوگل لنز
- https://nextbillionusers.google/ ، سایتی در مورد ابتکار بعدی میلیارد کاربر گوگل برای ساخت محصولات برای اولین بار کاربران اینترنت
- https://nic.google ، که به رجیستری گوگل[اذ] هدایت می‌شود
- https://okay.google که به وب سایت دستیار گوگل هدایت می‌شود
- https://opensource.google ، سایتی دربارهٔ پروژه‌های منبع باز گوگل
- https://protectingchildren.google ، سایتی در مورد چگونگی مبارزه گوگل با سو استفاده جنسی از کودکان به صورت آنلاین
- https://pixel.google ، که به وب سایت گوگل پیکسل برای کسب و کار[ار] هدایت می‌شود[۷]
- https://pride.google ، سایتی که باعث افزایش آگاهی در مورد [[رژه دگرباشان جنسی|رژه‌های پرا، وب سایت پیشین شوخی آوریل ۲۰۱۵، نسخه آینه‌ای از صفحه اصلی گوگل. در حال حاضر، این وب سایت خراب است
- https://covid19.google ، که به صفحه وب اطلاعات و بینش گوگل در کووید ۱۹ هدایت می‌شود
- https://crisisresponse.google ، سایتی دربارهٔ پاسخ بحران گوگل
- https://design.google ، سایتی که اطلاعات و اخبار مربوط به گوگل دیزاین[از] را ارائه می‌دهد
- https://diversity.google ، سایتی دربارهٔ روش گوگل برای تنوع و فراگیری
- https://dns.google ، سایتی که امکان دسترسی به سامانه نام دامنه گوگل را فراهم می‌کند
- https://domains.google ، سایتی دربارهٔ دامنه‌های گوگل[۵][۶]
- https://en Environment.google، که به پایداری گوگل هدایت می‌شود
- https://families.google ، سایتی دربارهٔ ابزارهای گوگل برای خانواده‌ها
- https://gradient.google ، که به وب سایت گرادینت ونچرز[اژ] گوگل هدایت می‌شود
- https://grow.google ، سایتی در مورد کمپین رشد با گوگل[اس] با ابزارهایی از گوگل برای رشد مشاغل کوچک و راه اندازی
- https://health.google ، سایتی دربارهٔ گوگل سلامت[اش]
- https://hey.google ، که به وب سایت دستیار گوگل هدایت می‌شود
- https://io.google ، که به صفحه اصلی گوگل آی/او هدایت می‌شود
- https://lens.google ، سایتی دربارهٔ گوگل لنز
- https://nextbillionusers.google/ ، سایتی در مورد ابتکار بعدی میلیارد کاربر گوگل برای ساخت محصولات برای اولین بار کاربران اینترنت
- https://nic.google ، که به رجیستری گوگل[اص] هدایت می‌شود
- https://okay.google که به وب سایت دستیار گوگل هدایت می‌شود
- https://opensource.google ، سایتی دربارهٔ پروژه‌های منبع باز گوگل
- https://protectingchildren.google ، سایتی در مورد چگونگی مبارزه گوگل با سو استفاده جنسی از کودکان به صورت آنلاین
- https://pixel.google ، که به وب سایت گوگل پیکسل برای کسب و کار[اض] هدایت می‌شود[۷]
- https://pride.google ، سایتی که باعث افزایش آگاهی در مورد [[رژه دگرباشان جنسی|رژه‌های پرا، وب سایت پیشین شوخی آوریل ۲۰۱۵، نسخه آینه‌ای از صفحه اصلی گوگل. در حال حاضر، این وب سایت خراب است
- https://covid19.google ، که به صفحه وب اطلاعات و بینش گوگل در کووید ۱۹ هدایت می‌شود
- https://crisisresponse.google ، سایتی دربارهٔ پاسخ بحران گوگل
- https://design.google ، سایتی که اطلاعات و اخبار مربوط به گوگل دیزاین[اط] را ارائه می‌دهد
- https://diversity.google ، سایتی دربارهٔ روش گوگل برای تنوع و فراگیری
- https://dns.google ، سایتی که امکان دسترسی به سامانه نام دامنه گوگل را فراهم می‌کند
- https://domains.google ، سایتی دربارهٔ دامنه‌های گوگل[۵][۶]
- https://en Environment.google، که به پایداری گوگل هدایت می‌شود
- https://families.google ، سایتی دربارهٔ ابزارهای گوگل برای خانواده‌ها
- https://gradient.google ، که به وب سایت گرادینت ونچرز[اظ] گوگل هدایت می‌شود
- https://grow.google ، سایتی در مورد کمپین رشد با گوگل[اع] با ابزارهایی از گوگل برای رشد مشاغل کوچک و راه اندازی
- https://health.google ، سایتی دربارهٔ گوگل سلامت[اغ]
- https://hey.google ، که به وب سایت دستیار گوگل هدایت می‌شود
- https://io.google ، که به صفحه اصلی گوگل آی/او هدایت می‌شود
- https://lens.google ، سایتی دربارهٔ گوگل لنز
- https://nextbillionusers.google/ ، سایتی در مورد ابتکار بعدی میلیارد کاربر گوگل برای ساخت محصولات برای اولین بار کاربران اینترنت
- https://nic.google ، که به رجیستری گوگل[اف] هدایت می‌شود
- https://okay.google که به وب سایت دستیار گوگل هدایت می‌شود
- https://opensource.google ، سایتی دربارهٔ پروژه‌های منبع باز گوگل
- https://protectingchildren.google ، سایتی در مورد چگونگی مبارزه گوگل با سو استفاده جنسی از کودکان به صورت آنلاین
- https://pixel.google ، که به وب سایت گوگل پیکسل برای کسب و کار[اق] هدایت می‌شود[۷]
- https://pride.google ، سایتی که باعث افزایش آگاهی در مورد [[رژه دگرباشان جنسی|رژه‌های پرا، وب سایت پیشین شوخی آوریل ۲۰۱۵، نسخه آینه‌ای از صفحه اصلی گوگل. در حال حاضر، این وب سایت خراب است
- https://covid19.google ، که به صفحه وب اطلاعات و بینش گوگل در کووید ۱۹ هدایت می‌شود
- https://crisisresponse.google ، سایتی دربارهٔ پاسخ بحران گوگل
- https://design.google ، سایتی که اطلاعات و اخبار مربوط به گوگل دیزاین[اک] را ارائه می‌دهد
- https://diversity.google ، سایتی دربارهٔ روش گوگل برای تنوع و فراگیری
- https://dns.google ، سایتی که امکان دسترسی به سامانه نام دامنه گوگل را فراهم می‌کند
- https://domains.google ، سایتی دربارهٔ دامنه‌های گوگل[۵][۶]
- https://en Environment.google، که به پایداری گوگل هدایت می‌شود
- https://families.google ، سایتی دربارهٔ ابزارهای گوگل برای خانواده‌ها
- https://gradient.google ، که به وب سایت گرادینت ونچرز[اگ] گوگل هدایت می‌شود
- https://grow.google ، سایتی در مورد کمپین رشد با گوگل[ال] با ابزارهایی از گوگل برای رشد مشاغل کوچک و راه اندازی
- https://health.google ، سایتی دربارهٔ گوگل سلامت[ام]
- https://hey.google ، که به وب سایت دستیار گوگل هدایت می‌شود
- https://io.google ، که به صفحه اصلی گوگل آی/او هدایت می‌شود
- https://lens.google ، سایتی دربارهٔ گوگل لنز
- https://nextbillionusers.google/ ، سایتی در مورد ابتکار بعدی میلیارد کاربر گوگل برای ساخت محصولات برای اولین بار کاربران اینترنت
- https://nic.google ، که به رجیستری گوگل[ان] هدایت می‌شود
- https://okay.google که به وب سایت دستیار گوگل هدایت می‌شود
- https://opensource.google ، سایتی دربارهٔ پروژه‌های منبع باز گوگل
- https://protectingchildren.google ، سایتی در مورد چگونگی مبارزه گوگل با سو استفاده جنسی از کودکان به صورت آنلاین
- https://pixel.google ، که به وب سایت گوگل پیکسل برای کسب و کار[او] هدایت می‌شود[۷]
- https://pride.google ، سایتی که باعث افزایش آگاهی در مورد [[رژه دگرباشان جنسی|رژه‌های پرا، وب سایت پیشین شوخی آوریل ۲۰۱۵، نسخه آینه‌ای از صفحه اصلی گوگل. در حال حاضر، این وب سایت خراب است
- https://covid19.google ، که به صفحه وب اطلاعات و بینش گوگل در کووید ۱۹ هدایت می‌شود
- https://crisisresponse.google ، سایتی دربارهٔ پاسخ بحران گوگل
- https://design.google ، سایتی که اطلاعات و اخبار مربوط به گوگل دیزاین[اه] را ارائه می‌دهد
- https://diversity.google ، سایتی دربارهٔ روش گوگل برای تنوع و فراگیری
- https://dns.google ، سایتی که امکان دسترسی به سامانه نام دامنه گوگل را فراهم می‌کند
- https://domains.google ، سایتی دربارهٔ دامنه‌های گوگل[۵][۶]
- https://en Environment.google، که به پایداری گوگل هدایت می‌شود
- https://families.google ، سایتی دربارهٔ ابزارهای گوگل برای خانواده‌ها
- https://gradient.google ، که به وب سایت گرادینت ونچرز[ای] گوگل هدایت می‌شود
- https://grow.google ، سایتی در مورد کمپین رشد با گوگل[با] با ابزارهایی از گوگل برای رشد مشاغل کوچک و راه اندازی
- https://health.google ، سایتی دربارهٔ گوگل سلامت[بب]
- https://hey.google ، که به وب سایت دستیار گوگل هدایت می‌شود
- https://io.google ، که به صفحه اصلی گوگل آی/او هدایت می‌شود
- https://lens.google ، سایتی دربارهٔ گوگل لنز
- https://nextbillionusers.google/ ، سایتی در مورد ابتکار بعدی میلیارد کاربر گوگل برای ساخت محصولات برای اولین بار کاربران اینترنت
- https://nic.google ، که به رجیستری گوگل[بپ] هدایت می‌شود
- https://okay.google که به وب سایت دستیار گوگل هدایت می‌شود
- https://opensource.google ، سایتی دربارهٔ پروژه‌های منبع باز گوگل
- https://protectingchildren.google ، سایتی در مورد چگونگی مبارزه گوگل با سو استفاده جنسی از کودکان به صورت آنلاین
- https://pixel.google ، که به وب سایت گوگل پیکسل برای کسب و کار[بت] هدایت می‌شود[۷]
- https://pride.google ، سایتی که باعث افزایش آگاهی در مورد [[رژه دگرباشان جنسی|رژه‌های پرا، وب سایت پیشین شوخی آوریل ۲۰۱۵، نسخه آینه‌ای از صفحه اصلی گوگل. در حال حاضر، این وب سایت خراب است
- https://covid19.google ، که به صفحه وب اطلاعات و بینش گوگل در کووید ۱۹ هدایت می‌شود
- https://crisisresponse.google ، سایتی دربارهٔ پاسخ بحران گوگل
- https://design.google ، سایتی که اطلاعات و اخبار مربوط به گوگل دیزاین[بث] را ارائه می‌دهد
- https://diversity.google ، سایتی دربارهٔ روش گوگل برای تنوع و فراگیری
- https://dns.google ، سایتی که امکان دسترسی به سامانه نام دامنه گوگل را فراهم می‌کند
- https://domains.google ، سایتی دربارهٔ دامنه‌های گوگل[۵][۶]
- https://en Environment.google، که به پایداری گوگل هدایت می‌شود
- https://families.google ، سایتی دربارهٔ ابزارهای گوگل برای خانواده‌ها
- https://gradient.google ، که به وب سایت گرادینت ونچرز[بج] گوگل هدایت می‌شود
- https://grow.google ، سایتی در مورد کمپین رشد با گوگل[بچ] با ابزارهایی از گوگل برای رشد مشاغل کوچک و راه اندازی
- https://health.google ، سایتی دربارهٔ گوگل سلامت[بح]
- https://hey.google ، که به وب سایت دستیار گوگل هدایت می‌شود
- https://io.google ، که به صفحه اصلی گوگل آی/او هدایت می‌شود
- https://lens.google ، سایتی دربارهٔ گوگل لنز
- https://nextbillionusers.google/ ، سایتی در مورد ابتکار بعدی میلیارد کاربر گوگل برای ساخت محصولات برای اولین بار کاربران اینترنت
- https://nic.google ، که به رجیستری گوگل[بخ] هدایت می‌شود
- https://okay.google که به وب سایت دستیار گوگل هدایت می‌شود
- https://opensource.google ، سایتی دربارهٔ پروژه‌های منبع باز گوگل
- https://protectingchildren.google ، سایتی در مورد چگونگی مبارزه گوگل با سو استفاده جنسی از کودکان به صورت آنلاین
- https://pixel.google ، که به وب سایت گوگل پیکسل برای کسب و کار[بد] هدایت می‌شود[۷]
- https://pride.google ، سایتی که باعث افزایش آگاهی در مورد [[رژه دگرباشان جنسی|رژه‌های پرا، وب سایت پیشین شوخی آوریل ۲۰۱۵، نسخه آینه‌ای از صفحه اصلی گوگل. در حال حاضر، این وب سایت خراب است
- https://covid19.google ، که به صفحه وب اطلاعات و بینش گوگل در کووید ۱۹ هدایت می‌شود
- https://crisisresponse.google ، سایتی دربارهٔ پاسخ بحران گوگل
- https://design.google ، سایتی که اطلاعات و اخبار مربوط به گوگل دیزاین[بذ] را ارائه می‌دهد
- https://diversity.google ، سایتی دربارهٔ روش گوگل برای تنوع و فراگیری
- https://dns.google ، سایتی که امکان دسترسی به سامانه نام دامنه گوگل را فراهم می‌کند
- https://domains.google ، سایتی دربارهٔ دامنه‌های گوگل[۵][۶]
- https://en Environment.google، که به پایداری گوگل هدایت می‌شود
- https://families.google ، سایتی دربارهٔ ابزارهای گوگل برای خانواده‌ها
- https://gradient.google ، که به وب سایت گرادینت ونچرز[بر] گوگل هدایت می‌شود
- https://grow.google ، سایتی در مورد کمپین رشد با گوگل[بز] با ابزارهایی از گوگل برای رشد مشاغل کوچک و راه اندازی
- https://health.google ، سایتی دربارهٔ گوگل سلامت[بژ]
- https://hey.google ، که به وب سایت دستیار گوگل هدایت می‌شود
- https://io.google ، که به صفحه اصلی گوگل آی/او هدایت می‌شود
- https://lens.google ، سایتی دربارهٔ گوگل لنز
- https://nextbillionusers.google/ ، سایتی در مورد ابتکار بعدی میلیارد کاربر گوگل برای ساخت محصولات برای اولین بار کاربران اینترنت
- https://nic.google ، که به رجیستری گوگل[بس] هدایت می‌شود
- https://okay.google که به وب سایت دستیار گوگل هدایت می‌شود
- https://opensource.google ، سایتی دربارهٔ پروژه‌های منبع باز گوگل
- https://protectingchildren.google ، سایتی در مورد چگونگی مبارزه گوگل با سو استفاده جنسی از کودکان به صورت آنلاین
- https://pixel.google ، که به وب سایت گوگل پیکسل برای کسب و کار[بش] هدایت می‌شود[۷]
- https://pride.google ، سایتی که باعث افزایش آگاهی در مورد [[رژه دگرباشان جنسی|رژه‌های پرا، وب سایت پیشین شوخی آوریل ۲۰۱۵، نسخه آینه‌ای از صفحه اصلی گوگل. در حال حاضر، این وب سایت خراب است
- https://covid19.google ، که به صفحه وب اطلاعات و بینش گوگل در کووید ۱۹ هدایت می‌شود
- https://crisisresponse.google ، سایتی دربارهٔ پاسخ بحران گوگل
- https://design.google ، سایتی که اطلاعات و اخبار مربوط به گوگل دیزاین[بص] را ارائه می‌دهد
- https://diversity.google ، سایتی دربارهٔ روش گوگل برای تنوع و فراگیری
- https://dns.google ، سایتی که امکان دسترسی به سامانه نام دامنه گوگل را فراهم می‌کند
- https://domains.google ، سایتی دربارهٔ دامنه‌های گوگل[۵][۶]
- https://en Environment.google، که به پایداری گوگل هدایت می‌شود
- https://families.google ، سایتی دربارهٔ ابزارهای گوگل برای خانواده‌ها
- https://gradient.google ، که به وب سایت گرادینت ونچرز[بض] گوگل هدایت می‌شود
- https://grow.google ، سایتی در مورد کمپین رشد با گوگل[بط] با ابزارهایی از گوگل برای رشد مشاغل کوچک و راه اندازی
- https://health.google ، سایتی دربارهٔ گوگل سلامت[بظ]
- https://hey.google ، که به وب سایت دستیار گوگل هدایت می‌شود
- https://io.google ، که به صفحه اصلی گوگل آی/او هدایت می‌شود
- https://lens.google ، سایتی دربارهٔ گوگل لنز
- https://nextbillionusers.google/ ، سایتی در مورد ابتکار بعدی میلیارد کاربر گوگل برای ساخت محصولات برای اولین بار کاربران اینترنت
- https://nic.google ، که به رجیستری گوگل[بع] هدایت می‌شود
- https://okay.google که به وب سایت دستیار گوگل هدایت می‌شود
- https://opensource.google ، سایتی دربارهٔ پروژه‌های منبع باز گوگل
- https://protectingchildren.google ، سایتی در مورد چگونگی مبارزه گوگل با سو استفاده جنسی از کودکان به صورت آنلاین
- https://pixel.google ، که به وب سایت گوگل پیکسل برای کسب و کار[بغ] هدایت می‌شود[۷]
- https://pride.google ، سایتی که باعث افزایش آگاهی در مورد [[رژه دگرباشان جنسی|رژه‌های پرا، وب سایت پیشین شوخی آوریل ۲۰۱۵، نسخه آینه‌ای از صفحه اصلی گوگل. در حال حاضر، این وب سایت خراب است
- https://covid19.google ، که به صفحه وب اطلاعات و بینش گوگل در کووید ۱۹ هدایت می‌شود
- https://crisisresponse.google ، سایتی دربارهٔ پاسخ بحران گوگل
- https://design.google ، سایتی که اطلاعات و اخبار مربوط به گوگل دیزاین[بف] را ارائه می‌دهد
- https://diversity.google ، سایتی دربارهٔ روش گوگل برای تنوع و فراگیری
- https://dns.google ، سایتی که امکان دسترسی به سامانه نام دامنه گوگل را فراهم می‌کند
- https://domains.google ، سایتی دربارهٔ دامنه‌های گوگل[۵][۶]
- https://en Environment.google، که به پایداری گوگل هدایت می‌شود
- https://families.google ، سایتی دربارهٔ ابزارهای گوگل برای خانواده‌ها
- https://gradient.google ، که به وب سایت گرادینت ونچرز[بق] گوگل هدایت می‌شود
- https://grow.google ، سایتی در مورد کمپین رشد با گوگل[بک] با ابزارهایی از گوگل برای رشد مشاغل کوچک و راه اندازی
- https://health.google ، سایتی دربارهٔ گوگل سلامت[بگ]
- https://hey.google ، که به وب سایت دستیار گوگل هدایت می‌شود
- https://io.google ، که به صفحه اصلی گوگل آی/او هدایت می‌شود
- https://lens.google ، سایتی دربارهٔ گوگل لنز
- https://nextbillionusers.google/ ، سایتی در مورد ابتکار بعدی میلیارد کاربر گوگل برای ساخت محصولات برای اولین بار کاربران اینترنت
- https://nic.google ، که به رجیستری گوگل[بل] هدایت می‌شود
- https://okay.google که به وب سایت دستیار گوگل هدایت می‌شود
- https://opensource.google ، سایتی دربارهٔ پروژه‌های منبع باز گوگل
- https://protectingchildren.google ، سایتی در مورد چگونگی مبارزه گوگل با سو استفاده جنسی از کودکان به صورت آنلاین
- https://pixel.google ، که به وب سایت گوگل پیکسل برای کسب و کار[بم] هدایت می‌شود[۷]
- https://pride.google ، سایتی که باعث افزایش آگاهی در مورد [[رژه دگرباشان جنسی|رژه‌های پرا، وب سایت پیشین شوخی آوریل ۲۰۱۵، نسخه آینه‌ای از صفحه اصلی گوگل. در حال حاضر، این وب سایت خراب است
- https://covid19.google ، که به صفحه وب اطلاعات و بینش گوگل در کووید ۱۹ هدایت می‌شود
- https://crisisresponse.google ، سایتی دربارهٔ پاسخ بحران گوگل
- https://design.google ، سایتی که اطلاعات و اخبار مربوط به گوگل دیزاین[بن] را ارائه می‌دهد
- https://diversity.google ، سایتی دربارهٔ روش گوگل برای تنوع و فراگیری
- https://dns.google ، سایتی که امکان دسترسی به سامانه نام دامنه گوگل را فراهم می‌کند
- https://domains.google ، سایتی دربارهٔ دامنه‌های گوگل[۵][۶]
- https://en Environment.google، که به پایداری گوگل هدایت می‌شود
- https://families.google ، سایتی دربارهٔ ابزارهای گوگل برای خانواده‌ها
- https://gradient.google ، که به وب سایت گرادینت ونچرز[بو] گوگل هدایت می‌شود
- https://grow.google ، سایتی در مورد کمپین رشد با گوگل[به] با ابزارهایی از گوگل برای رشد مشاغل کوچک و راه اندازی
- https://health.google ، سایتی دربارهٔ گوگل سلامت[بی]
- https://hey.google ، که به وب سایت دستیار گوگل هدایت می‌شود
- https://io.google ، که به صفحه اصلی گوگل آی/او هدایت می‌شود
- https://lens.google ، سایتی دربارهٔ گوگل لنز
- https://nextbillionusers.google/ ، سایتی در مورد ابتکار بعدی میلیارد کاربر گوگل برای ساخت محصولات برای اولین بار کاربران اینترنت
- https://nic.google ، که به رجیستری گوگل[پا] هدایت می‌شود
- https://okay.google که به وب سایت دستیار گوگل هدایت می‌شود
- https://opensource.google ، سایتی دربارهٔ پروژه‌های منبع باز گوگل
- https://protectingchildren.google ، سایتی در مورد چگونگی مبارزه گوگل با سو استفاده جنسی از کودکان به صورت آنلاین
- https://pixel.google ، که به وب سایت گوگل پیکسل برای کسب و کار[پب] هدایت می‌شود[۷]
- https://pride.google ، سایتی که باعث افزایش آگاهی در مورد [[رژه دگرباشان جنسی|رژه‌های پرا، وب سایت پیشین شوخی آوریل ۲۰۱۵، نسخه آینه‌ای از صفحه اصلی گوگل. در حال حاضر، این وب سایت خراب است
- https://covid19.google ، که به صفحه وب اطلاعات و بینش گوگل در کووید ۱۹ هدایت می‌شود
- https://crisisresponse.google ، سایتی دربارهٔ پاسخ بحران گوگل
- https://design.google ، سایتی که اطلاعات و اخبار مربوط به گوگل دیزاین[پپ] را ارائه می‌دهد
- https://diversity.google ، سایتی دربارهٔ روش گوگل برای تنوع و فراگیری
- https://dns.google ، سایتی که امکان دسترسی به سامانه نام دامنه گوگل را فراهم می‌کند
- https://domains.google ، سایتی دربارهٔ دامنه‌های گوگل[۵][۶]
- https://en Environment.google، که به پایداری گوگل هدایت می‌شود
- https://families.google ، سایتی دربارهٔ ابزارهای گوگل برای خانواده‌ها
- https://gradient.google ، که به وب سایت گرادینت ونچرز[پت] گوگل هدایت می‌شود
- https://grow.google ، سایتی در مورد کمپین رشد با گوگل[پث] با ابزارهایی از گوگل برای رشد مشاغل کوچک و راه اندازی
- https://health.google ، سایتی دربارهٔ گوگل سلامت[پج]
- https://hey.google ، که به وب سایت دستیار گوگل هدایت می‌شود
- https://io.google ، که به صفحه اصلی گوگل آی/او هدایت می‌شود
- https://lens.google ، سایتی دربارهٔ گوگل لنز
- https://nextbillionusers.google/ ، سایتی در مورد ابتکار بعدی میلیارد کاربر گوگل برای ساخت محصولات برای اولین بار کاربران اینترنت
- https://nic.google ، که به رجیستری گوگل[پچ] هدایت می‌شود
- https://okay.google که به وب سایت دستیار گوگل هدایت می‌شود
- https://opensource.google ، سایتی دربارهٔ پروژه‌های منبع باز گوگل
- https://protectingchildren.google ، سایتی در مورد چگونگی مبارزه گوگل با سو استفاده جنسی از کودکان به صورت آنلاین
- https://pixel.google ، که به وب سایت گوگل پیکسل برای کسب و کار[پح] هدایت می‌شود[۷]
- https://pride.google ، سایتی که باعث افزایش آگاهی در مورد [[رژه دگرباشان جنسی|رژه‌های پرا، وب سایت پیشین شوخی آوریل ۲۰۱۵، نسخه آینه‌ای از صفحه اصلی گوگل. در حال حاضر، این وب سایت خراب است
- https://covid19.google ، که به صفحه وب اطلاعات و بینش گوگل در کووید ۱۹ هدایت می‌شود
- https://crisisresponse.google ، سایتی دربارهٔ پاسخ بحران گوگل
- https://design.google ، سایتی که اطلاعات و اخبار مربوط به گوگل دیزاین[پخ] را ارائه می‌دهد
- https://diversity.google ، سایتی دربارهٔ روش گوگل برای تنوع و فراگیری
- https://dns.google ، سایتی که امکان دسترسی به سامانه نام دامنه گوگل را فراهم می‌کند
- https://domains.google ، سایتی دربارهٔ دامنه‌های گوگل[۵][۶]
- https://en Environment.google، که به پایداری گوگل هدایت می‌شود
- https://families.google ، سایتی دربارهٔ ابزارهای گوگل برای خانواده‌ها
- https://gradient.google ، که به وب سایت گرادینت ونچرز[پد] گوگل هدایت می‌شود
- https://grow.google ، سایتی در مورد کمپین رشد با گوگل[پذ] با ابزارهایی از گوگل برای رشد مشاغل کوچک و راه اندازی
- https://health.google ، سایتی دربارهٔ گوگل سلامت[پر]
- https://hey.google ، که به وب سایت دستیار گوگل هدایت می‌شود
- https://io.google ، که به صفحه اصلی گوگل آی/او هدایت می‌شود
- https://lens.google ، سایتی دربارهٔ گوگل لنز
- https://nextbillionusers.google/ ، سایتی در مورد ابتکار بعدی میلیارد کاربر گوگل برای ساخت محصولات برای اولین بار کاربران اینترنت
- https://nic.google ، که به رجیستری گوگل[پز] هدایت می‌شود
- https://okay.google که به وب سایت دستیار گوگل هدایت می‌شود
- https://opensource.google ، سایتی دربارهٔ پروژه‌های منبع باز گوگل
- https://protectingchildren.google ، سایتی در مورد چگونگی مبارزه گوگل با سو استفاده جنسی از کودکان به صورت آنلاین
- https://pixel.google ، که به وب سایت گوگل پیکسل برای کسب و کار[پژ] هدایت می‌شود[۷]
- https://pride.google ، سایتی که باعث افزایش آگاهی در مورد [[رژه دگرباشان جنسی|رژه‌های پرا، وب سایت پیشین شوخی آوریل ۲۰۱۵، نسخه آینه‌ای از صفحه اصلی گوگل. در حال حاضر، این وب سایت خراب است
- https://covid19.google ، که به صفحه وب اطلاعات و بینش گوگل در کووید ۱۹ هدایت می‌شود
- https://crisisresponse.google ، سایتی دربارهٔ پاسخ بحران گوگل
- https://design.google ، سایتی که اطلاعات و اخبار مربوط به گوگل دیزاین[پس] را ارائه می‌دهد
- https://diversity.google ، سایتی دربارهٔ روش گوگل برای تنوع و فراگیری
- https://dns.google ، سایتی که امکان دسترسی به سامانه نام دامنه گوگل را فراهم می‌کند
- https://domains.google ، سایتی دربارهٔ دامنه‌های گوگل[۵][۶]
- https://en Environment.google، که به پایداری گوگل هدایت می‌شود
- https://families.google ، سایتی دربارهٔ ابزارهای گوگل برای خانواده‌ها
- https://gradient.google ، که به وب سایت گرادینت ونچرز[پش] گوگل هدایت می‌شود
- https://grow.google ، سایتی در مورد کمپین رشد با گوگل[پص] با ابزارهایی از گوگل برای رشد مشاغل کوچک و راه اندازی
- https://health.google ، سایتی دربارهٔ گوگل سلامت[پض]
- https://hey.google ، که به وب سایت دستیار گوگل هدایت می‌شود
- https://io.google ، که به صفحه اصلی گوگل آی/او هدایت می‌شود
- https://lens.google ، سایتی دربارهٔ گوگل لنز
- https://nextbillionusers.google/ ، سایتی در مورد ابتکار بعدی میلیارد کاربر گوگل برای ساخت محصولات برای اولین بار کاربران اینترنت
- https://nic.google ، که به رجیستری گوگل[پط] هدایت می‌شود
- https://okay.google که به وب سایت دستیار گوگل هدایت می‌شود
- https://opensource.google ، سایتی دربارهٔ پروژه‌های منبع باز گوگل
- https://protectingchildren.google ، سایتی در مورد چگونگی مبارزه گوگل با سو استفاده جنسی از کودکان به صورت آنلاین
- https://pixel.google ، که به وب سایت گوگل پیکسل برای کسب و کار[پظ] هدایت می‌شود[۷]
- https://pride.google ، سایتی که باعث افزایش آگاهی در مورد [[رژه دگرباشان جنسی|رژه‌های پرا، وب سایت پیشین شوخی آوریل ۲۰۱۵، نسخه آینه‌ای از صفحه اصلی گوگل. در حال حاضر، این وب سایت خراب است
- https://covid19.google ، که به صفحه وب اطلاعات و بینش گوگل در کووید ۱۹ هدایت می‌شود
- https://crisisresponse.google ، سایتی دربارهٔ پاسخ بحران گوگل
- https://design.google ، سایتی که اطلاعات و اخبار مربوط به گوگل دیزاین[پع] را ارائه می‌دهد
- https://diversity.google ، سایتی دربارهٔ روش گوگل برای تنوع و فراگیری
- https://dns.google ، سایتی که امکان دسترسی به سامانه نام دامنه گوگل را فراهم می‌کند
- https://domains.google ، سایتی دربارهٔ دامنه‌های گوگل[۵][۶]
- https://en Environment.google، که به پایداری گوگل هدایت می‌شود
- https://families.google ، سایتی دربارهٔ ابزارهای گوگل برای خانواده‌ها
- https://gradient.google ، که به وب سایت گرادینت ونچرز[پغ] گوگل هدایت می‌شود
- https://grow.google ، سایتی در مورد کمپین رشد با گوگل[پف] با ابزارهایی از گوگل برای رشد مشاغل کوچک و راه اندازی
- https://health.google ، سایتی دربارهٔ گوگل سلامت[پق]
- https://hey.google ، که به وب سایت دستیار گوگل هدایت می‌شود
- https://io.google ، که به صفحه اصلی گوگل آی/او هدایت می‌شود
- https://lens.google ، سایتی دربارهٔ گوگل لنز
- https://nextbillionusers.google/ ، سایتی در مورد ابتکار بعدی میلیارد کاربر گوگل برای ساخت محصولات برای اولین بار کاربران اینترنت
- https://nic.google ، که به رجیستری گوگل[پک] هدایت می‌شود
- https://okay.google که به وب سایت دستیار گوگل هدایت می‌شود
- https://opensource.google ، سایتی دربارهٔ پروژه‌های منبع باز گوگل
- https://protectingchildren.google ، سایتی در مورد چگونگی مبارزه گوگل با سو استفاده جنسی از کودکان به صورت آنلاین
- https://pixel.google ، که به وب سایت گوگل پیکسل برای کسب و کار[پگ] هدایت می‌شود[۷]
- https://pride.google ، سایتی که باعث افزایش آگاهی در مورد [[رژه دگرباشان جنسی|رژه‌های پرا، وب سایت پیشین شوخی آوریل ۲۰۱۵، نسخه آینه‌ای از صفحه اصلی گوگل. در حال حاضر، این وب سایت خراب است
- https://covid19.google ، که به صفحه وب اطلاعات و بینش گوگل در کووید ۱۹ هدایت می‌شود
- https://crisisresponse.google ، سایتی دربارهٔ پاسخ بحران گوگل
- https://design.google ، سایتی که اطلاعات و اخبار مربوط به گوگل دیزاین[پل] را ارائه می‌دهد
- https://diversity.google ، سایتی دربارهٔ روش گوگل برای تنوع و فراگیری
- https://dns.google ، سایتی که امکان دسترسی به سامانه نام دامنه گوگل را فراهم می‌کند
- https://domains.google ، سایتی دربارهٔ دامنه‌های گوگل[۵][۶]
- https://en Environment.google، که به پایداری گوگل هدایت می‌شود
- https://families.google ، سایتی دربارهٔ ابزارهای گوگل برای خانواده‌ها
- https://gradient.google ، که به وب سایت گرادینت ونچرز[پم] گوگل هدایت می‌شود
- https://grow.google ، سایتی در مورد کمپین رشد با گوگل[پن] با ابزارهایی از گوگل برای رشد مشاغل کوچک و راه اندازی
- https://health.google ، سایتی دربارهٔ گوگل سلامت[پو]
- https://hey.google ، که به وب سایت دستیار گوگل هدایت می‌شود
- https://io.google ، که به صفحه اصلی گوگل آی/او هدایت می‌شود
- https://lens.google ، سایتی دربارهٔ گوگل لنز
- https://nextbillionusers.google/ ، سایتی در مورد ابتکار بعدی میلیارد کاربر گوگل برای ساخت محصولات برای اولین بار کاربران اینترنت
- https://nic.google ، که به رجیستری گوگل[په] هدایت می‌شود
- https://okay.google که به وب سایت دستیار گوگل هدایت می‌شود
- https://opensource.google ، سایتی دربارهٔ پروژه‌های منبع باز گوگل
- https://protectingchildren.google ، سایتی در مورد چگونگی مبارزه گوگل با سو استفاده جنسی از کودکان به صورت آنلاین
- https://pixel.google ، که به وب سایت گوگل پیکسل برای کسب و کار[پی] هدایت می‌شود[۷]
- https://pride.google ، سایتی که باعث افزایش آگاهی در مورد [[رژه دگرباشان جنسی|رژه‌های پرا، وب سایت پیشین شوخی آوریل ۲۰۱۵، نسخه آینه‌ای از صفحه اصلی گوگل. در حال حاضر، این وب سایت خراب است
- https://covid19.google ، که به صفحه وب اطلاعات و بینش گوگل در کووید ۱۹ هدایت می‌شود
- https://crisisresponse.google ، سایتی دربارهٔ پاسخ بحران گوگل
- https://design.google ، سایتی که اطلاعات و اخبار مربوط به گوگل دیزاین[تا] را ارائه می‌دهد
- https://diversity.google ، سایتی دربارهٔ روش گوگل برای تنوع و فراگیری
- https://dns.google ، سایتی که امکان دسترسی به سامانه نام دامنه گوگل را فراهم می‌کند
- https://domains.google ، سایتی دربارهٔ دامنه‌های گوگل[۵][۶]
- https://en Environment.google، که به پایداری گوگل هدایت می‌شود
- https://families.google ، سایتی دربارهٔ ابزارهای گوگل برای خانواده‌ها
- https://gradient.google ، که به وب سایت گرادینت ونچرز[تب] گوگل هدایت می‌شود
- https://grow.google ، سایتی در مورد کمپین رشد با گوگل[تپ] با ابزارهایی از گوگل برای رشد مشاغل کوچک و راه اندازی
- https://health.google ، سایتی دربارهٔ گوگل سلامت[تت]
- https://hey.google ، که به وب سایت دستیار گوگل هدایت می‌شود
- https://io.google ، که به صفحه اصلی گوگل آی/او هدایت می‌شود
- https://lens.google ، سایتی دربارهٔ گوگل لنز
- https://nextbillionusers.google/ ، سایتی در مورد ابتکار بعدی میلیارد کاربر گوگل برای ساخت محصولات برای اولین بار کاربران اینترنت
- https://nic.google ، که به رجیستری گوگل[تث] هدایت می‌شود
- https://okay.google که به وب سایت دستیار گوگل هدایت می‌شود
- https://opensource.google ، سایتی دربارهٔ پروژه‌های منبع باز گوگل
- https://protectingchildren.google ، سایتی در مورد چگونگی مبارزه گوگل با سو استفاده جنسی از کودکان به صورت آنلاین
- https://pixel.google ، که به وب سایت گوگل پیکسل برای کسب و کار[تج] هدایت می‌شود[۷]
- https://pride.google ، سایتی که باعث افزایش آگاهی در مورد [[رژه دگرباشان جنسی|رژه‌های پرا، وب سایت پیشین شوخی آوریل ۲۰۱۵، نسخه آینه‌ای از صفحه اصلی گوگل. در حال حاضر، این وب سایت خراب است
- https://covid19.google ، که به صفحه وب اطلاعات و بینش گوگل در کووید ۱۹ هدایت می‌شود
- https://crisisresponse.google ، سایتی دربارهٔ پاسخ بحران گوگل
- https://design.google ، سایتی که اطلاعات و اخبار مربوط به گوگل دیزاین[تچ] را ارائه می‌دهد
- https://diversity.google ، سایتی دربارهٔ روش گوگل برای تنوع و فراگیری
- https://dns.google ، سایتی که امکان دسترسی به سامانه نام دامنه گوگل را فراهم می‌کند
- https://domains.google ، سایتی دربارهٔ دامنه‌های گوگل[۵][۶]
- https://en Environment.google، که به پایداری گوگل هدایت می‌شود
- https://families.google ، سایتی دربارهٔ ابزارهای گوگل برای خانواده‌ها
- https://gradient.google ، که به وب سایت گرادینت ونچرز[تح] گوگل هدایت می‌شود
- https://grow.google ، سایتی در مورد کمپین رشد با گوگل[تخ] با ابزارهایی از گوگل برای رشد مشاغل کوچک و راه اندازی
- https://health.google ، سایتی دربارهٔ گوگل سلامت[تد]
- https://hey.google ، که به وب سایت دستیار گوگل هدایت می‌شود
- https://io.google ، که به صفحه اصلی گوگل آی/او هدایت می‌شود
- https://lens.google ، سایتی دربارهٔ گوگل لنز
- https://nextbillionusers.google/ ، سایتی در مورد ابتکار بعدی میلیارد کاربر گوگل برای ساخت محصولات برای اولین بار کاربران اینترنت
- https://nic.google ، که به رجیستری گوگل[تذ] هدایت می‌شود
- https://okay.google که به وب سایت دستیار گوگل هدایت می‌شود
- https://opensource.google ، سایتی دربارهٔ پروژه‌های منبع باز گوگل
- https://protectingchildren.google ، سایتی در مورد چگونگی مبارزه گوگل با سو استفاده جنسی از کودکان به صورت آنلاین
- https://pixel.google ، که به وب سایت گوگل پیکسل برای کسب و کار[تر] هدایت می‌شود[۷]
- https://pride.google ، سایتی که باعث افزایش آگاهی در مورد [[رژه دگرباشان جنسی|رژه‌های پرا، وب سایت پیشین شوخی آوریل ۲۰۱۵، نسخه آینه‌ای از صفحه اصلی گوگل. در حال حاضر، این وب سایت خراب است
- https://covid19.google ، که به صفحه وب اطلاعات و بینش گوگل در کووید ۱۹ هدایت می‌شود
- https://crisisresponse.google ، سایتی دربارهٔ پاسخ بحران گوگل
- https://design.google ، سایتی که اطلاعات و اخبار مربوط به گوگل دیزاین[تز] را ارائه می‌دهد
- https://diversity.google ، سایتی دربارهٔ روش گوگل برای تنوع و فراگیری
- https://dns.google ، سایتی که امکان دسترسی به سامانه نام دامنه گوگل را فراهم می‌کند
- https://domains.google ، سایتی دربارهٔ دامنه‌های گوگل[۵][۶]
- https://en Environment.google، که به پایداری گوگل هدایت می‌شود
- https://families.google ، سایتی دربارهٔ ابزارهای گوگل برای خانواده‌ها
- https://gradient.google ، که به وب سایت گرادینت ونچرز[تژ] گوگل هدایت می‌شود
- https://grow.google ، سایتی در مورد کمپین رشد با گوگل[تس] با ابزارهایی از گوگل برای رشد مشاغل کوچک و راه اندازی
- https://health.google ، سایتی دربارهٔ گوگل سلامت[تش]
- https://hey.google ، که به وب سایت دستیار گوگل هدایت می‌شود
- https://io.google ، که به صفحه اصلی گوگل آی/او هدایت می‌شود
- https://lens.google ، سایتی دربارهٔ گوگل لنز
- https://nextbillionusers.google/ ، سایتی در مورد ابتکار بعدی میلیارد کاربر گوگل برای ساخت محصولات برای اولین بار کاربران اینترنت
- https://nic.google ، که به رجیستری گوگل[تص] هدایت می‌شود
- https://okay.google که به وب سایت دستیار گوگل هدایت می‌شود
- https://opensource.google ، سایتی دربارهٔ پروژه‌های منبع باز گوگل
- https://protectingchildren.google ، سایتی در مورد چگونگی مبارزه گوگل با سو استفاده جنسی از کودکان به صورت آنلاین
- https://pixel.google ، که به وب سایت گوگل پیکسل برای کسب و کار[تض] هدایت می‌شود[۷]
- https://pride.google ، سایتی که باعث افزایش آگاهی در مورد [[رژه دگرباشان جنسی|رژه‌های پرا، وب سایت پیشین شوخی آوریل ۲۰۱۵، نسخه آینه‌ای از صفحه اصلی گوگل. در حال حاضر، این وب سایت خراب است
- https://covid19.google ، که به صفحه وب اطلاعات و بینش گوگل در کووید ۱۹ هدایت می‌شود
- https://crisisresponse.google ، سایتی دربارهٔ پاسخ بحران گوگل
- https://design.google ، سایتی که اطلاعات و اخبار مربوط به گوگل دیزاین[تط] را ارائه می‌دهد
- https://diversity.google ، سایتی دربارهٔ روش گوگل برای تنوع و فراگیری
- https://dns.google ، سایتی که امکان دسترسی به سامانه نام دامنه گوگل را فراهم می‌کند
- https://domains.google ، سایتی دربارهٔ دامنه‌های گوگل[۵][۶]
- https://en Environment.google، که به پایداری گوگل هدایت می‌شود
- https://families.google ، سایتی دربارهٔ ابزارهای گوگل برای خانواده‌ها
- https://gradient.google ، که به وب سایت گرادینت ونچرز[تظ] گوگل هدایت می‌شود
- https://grow.google ، سایتی در مورد کمپین رشد با گوگل[تع] با ابزارهایی از گوگل برای رشد مشاغل کوچک و راه اندازی
- https://health.google ، سایتی دربارهٔ گوگل سلامت[تغ]
- https://hey.google ، که به وب سایت دستیار گوگل هدایت می‌شود
- https://io.google ، که به صفحه اصلی گوگل آی/او هدایت می‌شود
- https://lens.google ، سایتی دربارهٔ گوگل لنز
- https://nextbillionusers.google/ ، سایتی در مورد ابتکار بعدی میلیارد کاربر گوگل برای ساخت محصولات برای اولین بار کاربران اینترنت
- https://nic.google ، که به رجیستری گوگل[تف] هدایت می‌شود
- https://okay.google که به وب سایت دستیار گوگل هدایت می‌شود
- https://opensource.google ، سایتی دربارهٔ پروژه‌های منبع باز گوگل
- https://protectingchildren.google ، سایتی در مورد چگونگی مبارزه گوگل با سو استفاده جنسی از کودکان به صورت آنلاین
- https://pixel.google ، که به وب سایت گوگل پیکسل برای کسب و کار[تق] هدایت می‌شود[۷]
- https://pride.google ، سایتی که باعث افزایش آگاهی در مورد [[رژه دگرباشان جنسی|رژه‌های پرا، وب سایت پیشین شوخی آوریل ۲۰۱۵، نسخه آینه‌ای از صفحه اصلی گوگل. در حال حاضر، این وب سایت خراب است
- https://covid19.google ، که به صفحه وب اطلاعات و بینش گوگل در کووید ۱۹ هدایت می‌شود
- https://crisisresponse.google ، سایتی دربارهٔ پاسخ بحران گوگل
- https://design.google ، سایتی که اطلاعات و اخبار مربوط به گوگل دیزاین[تک] را ارائه می‌دهد
- https://diversity.google ، سایتی دربارهٔ روش گوگل برای تنوع و فراگیری
- https://dns.google ، سایتی که امکان دسترسی به سامانه نام دامنه گوگل را فراهم می‌کند
- https://domains.google ، سایتی دربارهٔ دامنه‌های گوگل[۵][۶]
- https://en Environment.google، که به پایداری گوگل هدایت می‌شود
- https://families.google ، سایتی دربارهٔ ابزارهای گوگل برای خانواده‌ها
- https://gradient.google ، که به وب سایت گرادینت ونچرز[تگ] گوگل هدایت می‌شود
- https://grow.google ، سایتی در مورد کمپین رشد با گوگل[تل] با ابزارهایی از گوگل برای رشد مشاغل کوچک و راه اندازی
- https://health.google ، سایتی دربارهٔ گوگل سلامت[تم]
- https://hey.google ، که به وب سایت دستیار گوگل هدایت می‌شود
- https://io.google ، که به صفحه اصلی گوگل آی/او هدایت می‌شود
- https://lens.google ، سایتی دربارهٔ گوگل لنز
- https://nextbillionusers.google/ ، سایتی در مورد ابتکار بعدی میلیارد کاربر گوگل برای ساخت محصولات برای اولین بار کاربران اینترنت
- https://nic.google ، که به رجیستری گوگل[تن] هدایت می‌شود
- https://okay.google که به وب سایت دستیار گوگل هدایت می‌شود
- https://opensource.google ، سایتی دربارهٔ پروژه‌های منبع باز گوگل
- https://protectingchildren.google ، سایتی در مورد چگونگی مبارزه گوگل با سو استفاده جنسی از کودکان به صورت آنلاین
- https://pixel.google ، که به وب سایت گوگل پیکسل برای کسب و کار[تو] هدایت می‌شود[۷]
- https://pride.google ، سایتی که باعث افزایش آگاهی در مورد [[رژه دگرباشان جنسی|رژه‌های پرا، وب سایت پیشین شوخی آوریل ۲۰۱۵، نسخه آینه‌ای از صفحه اصلی گوگل. در حال حاضر، این وب سایت خراب است
- https://covid19.google ، که به صفحه وب اطلاعات و بینش گوگل در کووید ۱۹ هدایت می‌شود
- https://crisisresponse.google ، سایتی دربارهٔ پاسخ بحران گوگل
- https://design.google ، سایتی که اطلاعات و اخبار مربوط به گوگل دیزاین[ته] را ارائه می‌دهد
- https://diversity.google ، سایتی دربارهٔ روش گوگل برای تنوع و فراگیری
- https://dns.google ، سایتی که امکان دسترسی به سامانه نام دامنه گوگل را فراهم می‌کند
- https://domains.google ، سایتی دربارهٔ دامنه‌های گوگل[۵][۶]
- https://en Environment.google، که به پایداری گوگل هدایت می‌شود
- https://families.google ، سایتی دربارهٔ ابزارهای گوگل برای خانواده‌ها
- https://gradient.google ، که به وب سایت گرادینت ونچرز[تی] گوگل هدایت می‌شود
- https://grow.google ، سایتی در مورد کمپین رشد با گوگل[ثا] با ابزارهایی از گوگل برای رشد مشاغل کوچک و راه اندازی
- https://health.google ، سایتی دربارهٔ گوگل سلامت[ثب]
- https://hey.google ، که به وب سایت دستیار گوگل هدایت می‌شود
- https://io.google ، که به صفحه اصلی گوگل آی/او هدایت می‌شود
- https://lens.google ، سایتی دربارهٔ گوگل لنز
- https://nextbillionusers.google/ ، سایتی در مورد ابتکار بعدی میلیارد کاربر گوگل برای ساخت محصولات برای اولین بار کاربران اینترنت
- https://nic.google ، که به رجیستری گوگل[ثپ] هدایت می‌شود
- https://okay.google که به وب سایت دستیار گوگل هدایت می‌شود
- https://opensource.google ، سایتی دربارهٔ پروژه‌های منبع باز گوگل
- https://protectingchildren.google ، سایتی در مورد چگونگی مبارزه گوگل با سو استفاده جنسی از کودکان به صورت آنلاین
- https://pixel.google ، که به وب سایت گوگل پیکسل برای کسب و کار[ثت] هدایت می‌شود[۷]
- https://pride.google ، سایتی که باعث افزایش آگاهی در مورد [[رژه دگرباشان جنسی|رژه‌های پرا، وب سایت پیشین شوخی آوریل ۲۰۱۵، نسخه آینه‌ای از صفحه اصلی گوگل. در حال حاضر، این وب سایت خراب است
- https://covid19.google ، که به صفحه وب اطلاعات و بینش گوگل در کووید ۱۹ هدایت می‌شود
- https://crisisresponse.google ، سایتی دربارهٔ پاسخ بحران گوگل
- https://design.google ، سایتی که اطلاعات و اخبار مربوط به گوگل دیزاین[ثث] را ارائه می‌دهد
- https://diversity.google ، سایتی دربارهٔ روش گوگل برای تنوع و فراگیری
- https://dns.google ، سایتی که امکان دسترسی به سامانه نام دامنه گوگل را فراهم می‌کند
- https://domains.google ، سایتی دربارهٔ دامنه‌های گوگل[۵][۶]
- https://en Environment.google، که به پایداری گوگل هدایت می‌شود
- https://families.google ، سایتی دربارهٔ ابزارهای گوگل برای خانواده‌ها
- https://gradient.google ، که به وب سایت گرادینت ونچرز[ثج] گوگل هدایت می‌شود
- https://grow.google ، سایتی در مورد کمپین رشد با گوگل[ثچ] با ابزارهایی از گوگل برای رشد مشاغل کوچک و راه اندازی
- https://health.google ، سایتی دربارهٔ گوگل سلامت[ثح]
- https://hey.google ، که به وب سایت دستیار گوگل هدایت می‌شود
- https://io.google ، که به صفحه اصلی گوگل آی/او هدایت می‌شود
- https://lens.google ، سایتی دربارهٔ گوگل لنز
- https://nextbillionusers.google/ ، سایتی در مورد ابتکار بعدی میلیارد کاربر گوگل برای ساخت محصولات برای اولین بار کاربران اینترنت
- https://nic.google ، که به رجیستری گوگل[ثخ] هدایت می‌شود
- https://okay.google که به وب سایت دستیار گوگل هدایت می‌شود
- https://opensource.google ، سایتی دربارهٔ پروژه‌های منبع باز گوگل
- https://protectingchildren.google ، سایتی در مورد چگونگی مبارزه گوگل با سو استفاده جنسی از کودکان به صورت آنلاین
- https://pixel.google ، که به وب سایت گوگل پیکسل برای کسب و کار[ثد] هدایت می‌شود[۷]
- https://pride.google ، سایتی که باعث افزایش آگاهی در مورد [[رژه دگرباشان جنسی|رژه‌های پرا، وب سایت پیشین شوخی آوریل ۲۰۱۵، نسخه آینه‌ای از صفحه اصلی گوگل. در حال حاضر، این وب سایت خراب است
- https://covid19.google ، که به صفحه وب اطلاعات و بینش گوگل در کووید ۱۹ هدایت می‌شود
- https://crisisresponse.google ، سایتی دربارهٔ پاسخ بحران گوگل
- https://design.google ، سایتی که اطلاعات و اخبار مربوط به گوگل دیزاین[ثذ] را ارائه می‌دهد
- https://diversity.google ، سایتی دربارهٔ روش گوگل برای تنوع و فراگیری
- https://dns.google ، سایتی که امکان دسترسی به سامانه نام دامنه گوگل را فراهم می‌کند
- https://domains.google ، سایتی دربارهٔ دامنه‌های گوگل[۵][۶]
- https://en Environment.google، که به پایداری گوگل هدایت می‌شود
- https://families.google ، سایتی دربارهٔ ابزارهای گوگل برای خانواده‌ها
- https://gradient.google ، که به وب سایت گرادینت ونچرز[ثر] گوگل هدایت می‌شود
- https://grow.google ، سایتی در مورد کمپین رشد با گوگل[ثز] با ابزارهایی از گوگل برای رشد مشاغل کوچک و راه اندازی
- https://health.google ، سایتی دربارهٔ گوگل سلامت[ثژ]
- https://hey.google ، که به وب سایت دستیار گوگل هدایت می‌شود
- https://io.google ، که به صفحه اصلی گوگل آی/او هدایت می‌شود
- https://lens.google ، سایتی دربارهٔ گوگل لنز
- https://nextbillionusers.google/ ، سایتی در مورد ابتکار بعدی میلیارد کاربر گوگل برای ساخت محصولات برای اولین بار کاربران اینترنت
- https://nic.google ، که به رجیستری گوگل[ثس] هدایت می‌شود
- https://okay.google که به وب سایت دستیار گوگل هدایت می‌شود
- https://opensource.google ، سایتی دربارهٔ پروژه‌های منبع باز گوگل
- https://protectingchildren.google ، سایتی در مورد چگونگی مبارزه گوگل با سو استفاده جنسی از کودکان به صورت آنلاین
- https://pixel.google ، که به وب سایت گوگل پیکسل برای کسب و کار[ثش] هدایت می‌شود[۷]
- https://pride.google ، سایتی که باعث افزایش آگاهی در مورد [[رژه دگرباشان جنسی|رژه‌های پرا، وب سایت پیشین شوخی آوریل ۲۰۱۵، نسخه آینه‌ای از صفحه اصلی گوگل. در حال حاضر، این وب سایت خراب است
- https://covid19.google ، که به صفحه وب اطلاعات و بینش گوگل در کووید ۱۹ هدایت می‌شود
- https://crisisresponse.google ، سایتی دربارهٔ پاسخ بحران گوگل
- https://design.google ، سایتی که اطلاعات و اخبار مربوط به گوگل دیزاین[ثص] را ارائه می‌دهد
- https://diversity.google ، سایتی دربارهٔ روش گوگل برای تنوع و فراگیری
- https://dns.google ، سایتی که امکان دسترسی به سامانه نام دامنه گوگل را فراهم می‌کند
- https://domains.google ، سایتی دربارهٔ دامنه‌های گوگل[۵][۶]
- https://en Environment.google، که به پایداری گوگل هدایت می‌شود
- https://families.google ، سایتی دربارهٔ ابزارهای گوگل برای خانواده‌ها
- https://gradient.google ، که به وب سایت گرادینت ونچرز[ثض] گوگل هدایت می‌شود
- https://grow.google ، سایتی در مورد کمپین رشد با گوگل[ثط] با ابزارهایی از گوگل برای رشد مشاغل کوچک و راه اندازی
- https://health.google ، سایتی دربارهٔ گوگل سلامت[ثظ]
- https://hey.google ، که به وب سایت دستیار گوگل هدایت می‌شود
- https://io.google ، که به صفحه اصلی گوگل آی/او هدایت می‌شود
- https://lens.google ، سایتی دربارهٔ گوگل لنز
- https://nextbillionusers.google/ ، سایتی در مورد ابتکار بعدی میلیارد کاربر گوگل برای ساخت محصولات برای اولین بار کاربران اینترنت
- https://nic.google ، که به رجیستری گوگل[ثع] هدایت می‌شود
- https://okay.google که به وب سایت دستیار گوگل هدایت می‌شود
- https://opensource.google ، سایتی دربارهٔ پروژه‌های منبع باز گوگل
- https://protectingchildren.google ، سایتی در مورد چگونگی مبارزه گوگل با سو استفاده جنسی از کودکان به صورت آنلاین
- https://pixel.google ، که به وب سایت گوگل پیکسل برای کسب و کار[ثغ] هدایت می‌شود[۷]
- https://pride.google ، سایتی که باعث افزایش آگاهی در مورد [[رژه دگرباشان جنسی|رژه‌های پرا، وب سایت پیشین شوخی آوریل ۲۰۱۵، نسخه آینه‌ای از صفحه اصلی گوگل. در حال حاضر، این وب سایت خراب است
- https://covid19.google ، که به صفحه وب اطلاعات و بینش گوگل در کووید ۱۹ هدایت می‌شود
- https://crisisresponse.google ، سایتی دربارهٔ پاسخ بحران گوگل
- https://design.google ، سایتی که اطلاعات و اخبار مربوط به گوگل دیزاین[ثف] را ارائه می‌دهد
- https://diversity.google ، سایتی دربارهٔ روش گوگل برای تنوع و فراگیری
- https://dns.google ، سایتی که امکان دسترسی به سامانه نام دامنه گوگل را فراهم می‌کند
- https://domains.google ، سایتی دربارهٔ دامنه‌های گوگل[۵][۶]
- https://en Environment.google، که به پایداری گوگل هدایت می‌شود
- https://families.google ، سایتی دربارهٔ ابزارهای گوگل برای خانواده‌ها
- https://gradient.google ، که به وب سایت گرادینت ونچرز[ثق] گوگل هدایت می‌شود
- https://grow.google ، سایتی در مورد کمپین رشد با گوگل[ثک] با ابزارهایی از گوگل برای رشد مشاغل کوچک و راه اندازی
- https://health.google ، سایتی دربارهٔ گوگل سلامت[ثگ]
- https://hey.google ، که به وب سایت دستیار گوگل هدایت می‌شود
- https://io.google ، که به صفحه اصلی گوگل آی/او هدایت می‌شود
- https://lens.google ، سایتی دربارهٔ گوگل لنز
- https://nextbillionusers.google/ ، سایتی در مورد ابتکار بعدی میلیارد کاربر گوگل برای ساخت محصولات برای اولین بار کاربران اینترنت
- https://nic.google ، که به رجیستری گوگل[ثل] هدایت می‌شود
- https://okay.google که به وب سایت دستیار گوگل هدایت می‌شود
- https://opensource.google ، سایتی دربارهٔ پروژه‌های منبع باز گوگل
- https://protectingchildren.google ، سایتی در مورد چگونگی مبارزه گوگل با سو استفاده جنسی از کودکان به صورت آنلاین
- https://pixel.google ، که به وب سایت گوگل پیکسل برای کسب و کار[ثم] هدایت می‌شود[۷]
- https://pride.google ، سایتی که باعث افزایش آگاهی در مورد [[رژه دگرباشان جنسی|رژه‌های پرا، وب سایت پیشین شوخی آوریل ۲۰۱۵، نسخه آینه‌ای از صفحه اصلی گوگل. در حال حاضر، این وب سایت خراب است
- https://covid19.google ، که به صفحه وب اطلاعات و بینش گوگل در کووید ۱۹ هدایت می‌شود
- https://crisisresponse.google ، سایتی دربارهٔ پاسخ بحران گوگل
- https://design.google ، سایتی که اطلاعات و اخبار مربوط به گوگل دیزاین[ثن] را ارائه می‌دهد
- https://diversity.google ، سایتی دربارهٔ روش گوگل برای تنوع و فراگیری
- https://dns.google ، سایتی که امکان دسترسی به سامانه نام دامنه گوگل را فراهم می‌کند
- https://domains.google ، سایتی دربارهٔ دامنه‌های گوگل[۵][۶]
- https://en Environment.google، که به پایداری گوگل هدایت می‌شود
- https://families.google ، سایتی دربارهٔ ابزارهای گوگل برای خانواده‌ها
- https://gradient.google ، که به وب سایت گرادینت ونچرز[ثو] گوگل هدایت می‌شود
- https://grow.google ، سایتی در مورد کمپین رشد با گوگل[ثه] با ابزارهایی از گوگل برای رشد مشاغل کوچک و راه اندازی
- https://health.google ، سایتی دربارهٔ گوگل سلامت[ثی]
- https://hey.google ، که به وب سایت دستیار گوگل هدایت می‌شود
- https://io.google ، که به صفحه اصلی گوگل آی/او هدایت می‌شود
- https://lens.google ، سایتی دربارهٔ گوگل لنز
- https://nextbillionusers.google/ ، سایتی در مورد ابتکار بعدی میلیارد کاربر گوگل برای ساخت محصولات برای اولین بار کاربران اینترنت
- https://nic.google ، که به رجیستری گوگل[جا] هدایت می‌شود
- https://okay.google که به وب سایت دستیار گوگل هدایت می‌شود
- https://opensource.google ، سایتی دربارهٔ پروژه‌های منبع باز گوگل
- https://protectingchildren.google ، سایتی در مورد چگونگی مبارزه گوگل با سو استفاده جنسی از کودکان به صورت آنلاین
- https://pixel.google ، که به وب سایت گوگل پیکسل برای کسب و کار[جب] هدایت می‌شود[۷]
- https://pride.google ، سایتی که باعث افزایش آگاهی در مورد رژه‌های پراید در سراسر آمریکا می‌شود
- https://quantumai.google ، سایتی در مورد کار گوگل در مورد هوش مصنوعی کوانتوم
- https://readalong.google ، سایتی دربارهٔ برنامه رید گوگل در اندروید
- https://registry.google ، سایتی که اطلاعات و اخبار مربوط به پایان دامنه متعلق به گوگل را ارائه می‌دهد
- https://research.google ، سایتی که کارهای پژوهشی گوگل را به نمایش می‌گذارد
- https://safety.google ، سایتی که به آموزش افراد در موضوعاتی مانند امنیت داده ، کنترل حریم خصوصی و محافظت آنلاین اختصاص دارد[۸]
- https://sre.google ، سایتی در مورد کار گوگل در مهندسی قابلیت اطمینان سایت (SRE)
- https://stories.google ، سایتی دربارهٔ ویژگی گوگل وب استوریز[جپ]
- https://sustainability.google ، سایتی دربارهٔ تعهد گوگل به رشد پایدار و محیط زیست
- https://teachfromanywhere.google ، سایتی برای مربیان برای دستیابی به ابزاری در حالی که تدریس از خانه در طی دنیاگیری کووید-۱۹ ایجاد شده‌است[۹]
- https://teachfromhome.google ، که به وب سایت گوگل از همه جا درس بدهید[جت] هدایت می‌شود
- https://trends.google ، که به گوگل ترندز هدایت می‌شود
- https://tv.google ، سایتی دربارهٔ رابط جدید گوگل تی‌وی مبتنی بر سیستم عامل اندروید تی‌وی
- https://wellbeing.google ، سایتی دربارهٔ سلامتی دیجیتال
- https://womenwill.google ، سایتی دربارهٔ برنامه گوگل زنان[جث] در کمپین رشد با گوگل[جج]
- https://8888.google ، که به دامنه عمومی گوگل هدایت می‌شود